# William Coventry, V conte di Coventry
William Coventry, V conte di Coventry (1667 – 18 marzo 1751) è stato un politico inglese.

## Biografia
Coventry era figlio di Walter Coventry, e di sua moglie, Anne Holcombe. Suo nonno Walter Coventry era il fratello più giovane di Thomas Coventry, I barone di Coventry.

## Carriera
Fu eletto alla Camera dei Comuni per Bridport (1708-1719) e prestò servizio come Clerk Comptroller of the Board of Green Cloth (1717-1719). L'anno dopo riuscì a succedere al cugino come conte di Coventry ed è entrato nella Camera dei lord. Nel 1720 fu ammesso al Privy Council e nominato Lord luogotenente del Worcestershire, incarico che mantenne fino alla sua morte.
Nel 1724 fu citato in giudizio da Anne Coventry, la vedova di Gilbert Coventry che era il precedente conte, per la sua eredità.

## Matrimonio
Nel 1720 sposò Elizabeth Allen (?-23 novembre 1738), figlia di John Allen. Ebbero tre figli:
- Thomas Henry Coventry, visconte Deerhurst (27 marzo 1721-20 maggio 1744)
- George Coventry, VI conte di Coventry (26 aprile 1722-3 settembre 1809)
- John Bulkeley Coventry-Bulkeley (?-1801)